# Gedo
Gedo (Arabisch: غدو; Ghidū) is een regio (gobolka) in Jubaland, in zuidwestelijk Somalië. De hoofdstad is Garbahaarreey.
De regio Gedo grenst aan Ethiopië, Kenia en de Somalische regio's Bakool, Bay, Midden-Juba en Neder-Juba. Gedo is een van de twee Somalische regio's die een internationale grens met Kenia heeft. De andere regio is Neder-Juba.

## Districten van Gedo
De regio bestaat uit zes districten:
- Garbahaarey
- Buulo Xaawa
- Luuq
- Baardheere
- Ceelwaaq
- Doolow

### Bardera
De dichtstbevolkte stad in Gedo is Baardheere met ongeveer 230.000 mensen begin jaren 90. De bevolking wordt nu geschat rond de 120.000 tot 130.000 mensen. Baardheere is economisch sterk. De landbouwproducten van het vruchtbare rondom de stad omvatten maïs, aardappels, sorghum en uien en worden verscheept naar verschillende delen van Somalië. Baardheere is een van de weinige Somalische steden waar geen stammenonderscheid bestaat. Er leven een groot aantal verschillende stammen in deze landbouwstad.

## Bevolking
In een rapport van de Verenigde Naties uit 1994, werd de bevolking van Gedo geschat op 590.000. In dit rapport wordt ook verklaard dat de meerderheid van de bevolking behoort tot de Rahanweyn, een subclan van de Digil&Mirifle, met verder leden van de Merexaan, Ogaden en de clans van Harti en een aantal Bantoe. De lokale bevolking schommelde na het begin van de Somalische Burgeroorlog.

## Handel in Gedo
De meerderheid van de bevolking bestaat uit herders, wier levensonderhoud van vee afhangt, hoewel er andere economische activiteiten in de regio zijn. De interregionale en grensoverschrijdende handel is grootst in Gedo. Een andere belangrijke activiteit is de landbouw. Gedo is bekend vanwege zijn landbouwproductie voor het zuiden. Het landbouwland is grotendeels geconcentreerd binnen drie districten; Doolow, Luuq en Baardheera.

## Landschap
Gedo omvat een groot gebied met een gevarieerd landschap. In het midden van de regio ligt een oud met littekens bedekt land met kloven in alle richtingen en rotsachtige bergen. Deze kloven (boholo in het Somalisch) worden gevuld met regenwater dat in oostelijke richting stroomafwaarts loopt. In de bergachtige delen van de regio leven grote dieren als olifanten en jachtluipaarden. Ook komen er leeuwen voor.
Awdal · Bakool · Banadir · Bari · Bay · Galguduud · Gedo · Hiiraan · Midden-Juba · Midden-Shabelle · Mudug · Neder-Juba · Neder-Shabelle · Nugaal · Sanaag · Saaxil · Sool · Togdheer · Woqooyi-Galbeed
Galmudug · Jubaland · Puntland · Somaliland